# Katja Koren
Pour les articles homonymes, voir Koren.
Katja Koren, née le 6 août 1975 à Maribor, est une skieuse alpine slovène.
Depuis 2008, elle est active au niveau politique, avec notamment deux apparitions au sein des listes électorales du parti démocrate slovène. 

## Jeux olympiques
- Jeux olympiques de 1994 à Lillehammer (Norvège) :
  -  Médaille de bronze en Slalom

## Coupe du monde
- Meilleur résultat au classement général : 12e en 1994
  - 1 victoire : 1 super-G

### Saison par saison
- Coupe du monde 1994 :
  - Classement général : 12e
    - 1 victoire en super-G : Flachau
- Coupe du monde 1995 :
  - Classement général : 24e
- Coupe du monde 1996 :
  - Classement général : 36e
- Coupe du monde 1997 :
  - Classement général : 64e